# Амел Тука
Амел Тука (Какањ, 8. јануар 1991) је босанскохерцеговачки атлетичар, чија је специјалност трчање на 400 и 800 метара и у обе дисциплине држи национални рекорд. Члан је Атлетског клуба Зеница.

## Спортска биографија
Атлетиком се почео бавити сасвим случајно, када је 2008. као ученик 3. разреда СТШ „Кемал Капетановић“ из Какња учествовао на Малим олимпијским играма у Зеници и победио у трци на 400 метара. Тренер Атлетског клуба Зеница Халид Седић га је позвао на разговор, после којег је Тука постао члан тог клуба. Пошто је живео у Какњу, морао је свакодневно долазити на тренинге у Зеницу. Само неколико месеци касније Тука бележи свој први успех. Победио је у тркама на 400 и 800 метара на јуниорском првенству Босне и Херцеговине. Следио је улазак у репрезентацију и учешће на Балканском јуниорском првенству у Грчкој, где је био трећи. После овог успеха проглашен је атлетским открићем године у Босни и Херцеговини.
Од 2010. је стални члан сениорске репрезентације на такмичењу Треће лиге Европског екипног првенства и на свим такмичењима био је на победничком постољу.
У јуну 2013. победио је на такмичењу Треће лиге Европског екипног првенства резултатом 1:51,11. Месец дана касније на Европском првенству за млађе сениоре У-23 освојио је треће место на 800 метара и постигао национални рекорд у времену 1:46,29.
У 2014. осваја брозану медаљу на Балканском првенству у Питештију (1:50,67) да би на свом другом Европском првенству у сениорској конкуренцији у Цириху био шести са новим националним рекордом од 1:46,12.
У 2015. осваја златну медаљу на Балканском првенству у дворани у Истанбулу (1:48,86). 1. јула 2015, на митингу у Велењу, поставио је нови национални рекорд, победивши резултатом 1:44,19. Рекорд је поправио већ након 10 дана, победивши и у Мадриду с временом 1:43:84. Шест дана касније поново је поправио лични и национални рекорд истрчавши 1:42,51 за победу на митингу Дијамантске лиге у Монаку. Овим резултатом Амел Тука је истрчао најбрже време сезоне у свету, односно 11. место на светској листи свих времена, а 4. на Европској ранг листи.
Освајањем бронзане медаље на Светском првенству у Пекингу Амел Тука је донео прву медаљу Босни и Херцеговини, на неком од светских првенстава у атлетици. Године 2019, освојио је сребро на Светском првенству у Дохи (1:43,47) и тако постигао најбољи лични резултат сезоне.

## Најбољи атлетичар Балкана за 2015. годину
Према избору Асоцијације балканских атлетских федерација (АБАФ), најбољи босанскохерцеговачки атлетичар Амел Тука понео је титулу најбољег на Балкану у 2015. години.
Олимпијски комитет Босне и Херцеговине прогласио га је за најбољег спортисту БиХ за 2019. годину.

## Значајнији резултати
| Датум | Такмичење                                | Место                         | Дисциплина | Пласман | Резултат    |
| ----- | ---------------------------------------- | ----------------------------- | ---------- | ------- | ----------- |
| 2010. | Трећа лига Европског екипног првенства   | Марса, Малта                  | 800 м      | 1.      | 1:51,43     |
| 2010. | Трећа лига Европског екипног првенства   | Марса, Малта                  | 4 х 400 м  | 9.      | 3:21,49     |
| 2011. | Балканско првенство                      | Сливен, Бугарска              | 4 х 400 м  | 6.      | 3:16,90     |
| 2011. | Трећа лига Европског екипног првенства   | Рејкјавик, Исланд             | 400 м      | 9.      | 49,91       |
| 2011. | Трећа лига Европског екипног првенства   | Рејкјавик, Исланд             | 4 x 400 м  | 3.      | 3:17,16     |
| 2012. | Европско првенство                       | Хелсинки, Финска              | 800 м      | 24.     | 1:51,14     |
| 2012. | Балканско првенство                      | Ескишехир, Турска             | 800 м      | 1.      | 1:49,36     |
| 2013. | Трећа лига Европског екипног првенства   | Бањска Бистрица, Словачка     | 400 м      | 3.      | 47,73       |
| 2013. | Трећа лига Европског екипног првенства   | Бањска Бистрица, Словачка     | 800 м      | 1.      | 1:51,11     |
| 2013. | Европско првенство за млађе сениоре У-23 | Тампере, Финска               | 800 м      | 3.      | 1:46,29     |
| 2013. | Балканско првенство                      | Стара Загора, Бугарска        | 800 м      | 2.      | 1:50,76     |
| 2014. | Балканско првенство                      | Питешти, Румунија             | 800 м      | 3.      | 1:50,67     |
| 2014. | Европско првенство на отвореном          | Цирих. Швајцарска             | 800 м      | 6.      | 1:46,12 НР  |
| 2015. | Балканско првенство у дворани            | Истанбул, Турска              | 800 м      | 1.      | 1:48,86 НР  |
| 2015. | Европско првенство у дворани             | Праг, Чешка                   | 800 м      | 21.     | 1:49,92     |
| 2015. | Европске игре 2015.                      | Баку, Азербејџан              | 800 м      | 1.      | 1:50,16 РЕИ |
| 2015. | Светско првенство                        | Пекинг, Кина                  | 800 м      |         | 1:46:30     |
| 2016. | Европско првенство                       | Амстердам, Холандија          | 800 м      | 4.      | 1:45,74     |
| 2016. | Олимпијске игре                          | Пекинг, Кина                  | 800 м      | 12.     | 1:45,24     |
| 2017. | Европско првенство у дворани             | Београд, Србија               | 800 м      | 12.     | 1:49,841    |
| 2017. | Светско првенство                        | Лондон, Уједињено Краљевство  | 800 м      | 21.     | 1:46,54     |
| 2018. | Европско првенство                       | Берлин, Немачка               | 800 м      | 13.     | 1:47,24     |
| 2019. | Европско првенство у дворани             | Глазгов, Уједињено Краљевство | 800 м      | 6.      | 1:47,91     |
| 2019. | Светско првенство                        | Доха, Катар                   | 800 м      |         | 1:43,47     |

1 Није стартовао у полуфиналу

## Лични рекорди
| Дисциплина | Резултат | Место           | Датум         |
| ---------- | -------- | --------------- | ------------- |
| 400 м      | 46,15    | Нембро, Италија | 28. јун 2019. |
| 800 м      | 1:42,51  | Монако          | 17. јул 2015. |